# Santa Maria della Vittoria (Volpago del Montello)
Santa Maria della Vittoria è una frazione del comune di Volpago del Montello, in provincia di Treviso.

## Geografia fisica
Il piccolo nucleo si trova sulla dorsale del Montello il modesto rilievo che sorge pochi chilometri a nord di Treviso, addossandosi alla riva destra del Piave. Si colloca su una delle località più elevate della collina, essendo nei pressi del Colesel Val dell'Acqua, punto di massima altitudine (371 m s.l.m.).
Il territorio è dunque caratterizzato dalla presenza di pendii e fenomeni carsici (doline) e alterna aree naturali (boschi di latifoglie, perlopiù robinie) a zone antropizzate (prati, vigneti).

## Storia
Ad eccezione dei due centri monastici di San Girolamo e Sant'Eustachio, l'intera collina fu preclusa all'insediamento umano durante tutto il dominio veneziano. Il bosco, allora costituito quasi esclusivamente da roveri, era infatti una delle più importanti risorse di legname per il rifornimento l'Arsenale e come tale fu gelosamente custodito.
Santa Maria della Vittoria ha quindi una storia molto recente, essendo sorta come polo di riferimento per le famiglie indigenti che colonizzarono gli appezzamenti assegnati dalla legge Bertolini del 1892.

## Monumenti e luoghi d'interesse

### Parrocchiale-Santuario
Fu costruita all'indomani della vittoria italiana e alleata nella Grande Guerra (di qui l'intitolazione) come luogo di culto di riferimento per la nascente comunità del Montello. Il progetto si deve all'architetto Fausto Scudo.

## Geografia antropica
L'ISTAT classifica Santa Maria della Vittoria come un semplice nucleo abitato, e infatti è costituita da una manciata di costruzioni raccolte attorno alla chiesa (nel 2001 vi si contavano appena 9 edifici, 10 abitazioni e 30 residenti, raggruppati in 7 famiglie). Il resto della popolazione vive in altre località o case sparse dei dintorni.